# 本所 (新潟市)
本所（ほんじょ）は、新潟県新潟市東区の町字。現行行政地名は本所一丁目から本所三丁目と大字本所。住居表示は一丁目から三丁目が実施済み区域、大字が未実施区域。郵便番号は950-0804。

## 概要
1889年（明治22年）から現在の大字。及び2003年（平成15年）から現在の町名。阿賀野川下流左岸に位置する。
もとは江戸時代から1889年（明治22年）まであった本所村の区域の一部で、地名は、中世本庄氏の所領の館があった所で、本庄氏にちなんで村名としたと伝えられる。

### 隣接する町字
北から東回り順に、以下の町字と隣接する。
- 中興野
- 江南区江口
- 岡山
- 石動

※阿賀野川を挟んで北区新崎、森下と隣接。

## 歴史
開発年代は不明。
- 1889年（明治22年）4月1日 : 合併により日本岡村の大字となる。
- 1901年（明治34年）11月1日 : 合併により大形村の大字となる。
- 1943年（昭和18年）6月1日 : 合併により新潟市の大字となる。
- 2003年（平成15年）10月20日 : 住居表示を実施[6]。
- 2007年（平成19年）4月1日 : 新潟市の政令指定都市移行により、東区の大字となる。

## 世帯数と人口
2018年（平成30年）1月31日現在の世帯数と人口は以下の通りである。
| 大字・丁目       | 世帯数  | 人口    |
| ---------------- | ------- | ------- |
| 本所・本所一丁目 | 171世帯 | 407人   |
| 本所二丁目       | 106世帯 | 259人   |
| 本所三丁目       | 130世帯 | 386人   |
| 計               | 407世帯 | 1,052人 |

## 小・中学校の学区
市立小・中学校に通う場合、学区は以下の通りとなる。
| 丁目       | 番地 | 小学校             | 中学校             |
| ---------- | ---- | ------------------ | ------------------ |
| 本所一丁目 | 全域 | 新潟市立大形小学校 | 新潟市立大形中学校 |
| 本所二丁目 | 全域 | 新潟市立大形小学校 | 新潟市立大形中学校 |
| 本所三丁目 | 全域 | 新潟市立大形小学校 | 新潟市立大形中学校 |

## 主な企業・施設
- 新潟県立新潟北高等学校
- 新潟本所郵便局
- 阿賀野川緑地

## 交通

### 道路
- 新潟県道16号新潟亀田内野線